# Trịnh Hòa hạ Tây Dương

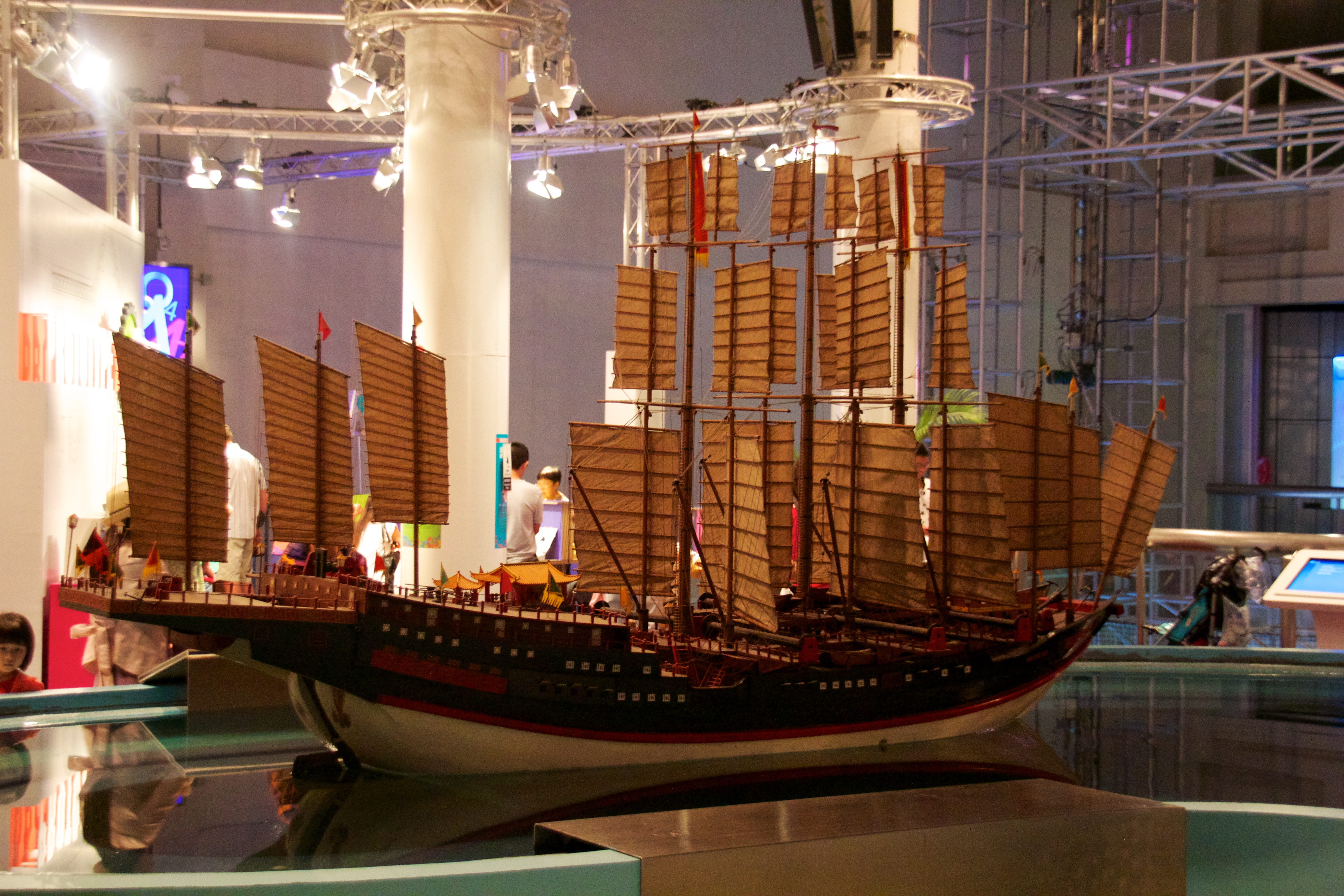
Mô hình tàu của đội thám hiểm Trịnh Hòa, bảo tàng khoa học Hồng Kông.

Trịnh Hòa hạ Tây Dương là bảy chuyến thám hiểm hàng hải của hạm đội kho báu cho nhà Minh của Trung Quốc trong khoảng thời gian từ 1405 đến 1433. Hoàng đế Vĩnh Lạc (Minh Thành Tổ) đã khởi xướng việc xây dựng hạm đội kho báu vào năm 1403. Dự án lớn này đã dẫn đến bảy chuyến đi xa tới các vùng lãnh thổ ven biển và hải đảo ở và xung quanh Biển Đông, Ấn Độ Dương và xa hơn nữa. Đô đốc Trịnh Hòa được giao nhiệm vụ chỉ huy hạm đội kho báu cho các cuộc thám hiểm. Sáu trong số các chuyến đi xảy ra trong triều đại Minh Thành Tổ (1402-1424), trong khi chuyến đi thứ bảy xảy ra dưới triều đại Tuyên Đức đế (trị vì 1425-1435). Ba chuyến đi đầu tiên đã tới Calicut trên bờ biển Malabar của Ấn Độ, trong khi chuyến đi thứ tư đi đến tận Hormuz ở vịnh Ba Tư. Sau đó, hạm đội thực hiện các chuyến đi xa hơn đến Bán đảo Ả Rập và Đông Phi.
Hạm đội viễn chinh Trung Quốc đã được quân sự hóa mạnh mẽ và mang theo một lượng lớn kho báu, phục vụ cho dự án quyền lực và sự giàu có của Trung Quốc cho thế giới đã biết. Họ đã mang về nhiều đại sứ nước ngoài mà các vị vua và nhà cai trị sẵn sàng tuyên bố là chư hầu của Trung Quốc. Trong suốt hành trình, họ đã tiêu diệt hạm đội cướp biển của Trần Tổ Nghĩa tại Palembang, chinh phục vương quốc Kotte của người Sinhal của vua Alekeshvara và đánh bại lực lượng của Semudera, kẻ tiếm quyền vua Sekandar ở phía bắc Sumatra. Việc khai thác hàng hải của Trung Quốc đã đưa nhiều quốc gia nước ngoài vào hệ thống chư hầu của quốc gia này và phạm vi ảnh hưởng thông qua cả uy quyền quân sự và chính trị, do đó kết hợp các quốc gia vào trật tự thế giới lớn hơn của Trung Quốc dưới sự thống trị của nhà Minh. Hơn nữa, Trung Quốc có cấu trúc và thiết lập quyền kiểm soát đối với một mạng lưới hàng hải mở rộng, trong đó khu vực trở nên hội nhập và các quốc gia của nó trở nên kết nối với nhau trên bình diện kinh tế và chính trị.
Các chuyến đi kho báu được chỉ huy và giám sát bởi các hoạn quan có ảnh hưởng chính trị phụ thuộc rất nhiều vào sự ưu ái của hoàng đế. Tuy nhiên, trong hệ thống nhà nước đế quốc Minh của Trung Quốc, các quan chức dân sự là đối thủ chính trị chính của các hoạn quan và phe đối lập chống lại các cuộc viễn chinh. Khoảng cuối hành trình hàng hải, chính quyền dân sự chiếm thế thượng phong trong bộ máy quan liêu nhà nước, trong khi các hoạn quan dần dần không được ủng hộ sau cái chết của Vĩnh Lạc đế.

## Bối cảnh
Vĩnh Lạc Đế được thừa hưởng một lực lượng hải quân hùng mạnh từ người tiền nhiệm của mình, Minh Thái Tổ, người mà bản thân ông đã đánh giá rất cao về sức mạnh hải quân. Vĩnh Lạc Đế tiếp tục củng cố và mở rộng hải quân nhà Minh như một công cụ cho một chính sách hải ngoại mở rộng. Minh thực lục chứa 24 mục ngắn về các đơn đặt hàng của đế quốc để đóng tàu, với các số liệu chỉ ra ít nhất 2.868 tàu, từ năm 1403 đến năm 1419. Trong suốt năm 1403, các chính quyền tỉnh của Phúc Kiến, Giang Tây, Chiết Giang và Hồ Quảng cũng như Nam Kinh, Tô Châu và các đồn trú quân sự của các thành phố khác đã được lệnh bắt đầu đóng tàu.
Dưới triều đại của Vĩnh Lạc Đế, nhà Minh đã trải qua một cuộc bành trướng quân phiệt với các dự án mạo hiểm như các chuyến đi kho báu. Năm 1403, Vĩnh Lạc Đế đã ban hành chiếu chỉ để bắt đầu dự án xây dựng to lớn của hạm đội tàu kho báu (Bảo thuyền). Trịnh Hòa được lệnh khởi xướng việc xây dựng hạm đội. Đội tàu kho báu được biết đến với tên gọi ban đầu là "Hạ phiên quan sự" (下番官軍) trong các nguồn của Trung Quốc. Nó bao gồm nhiều tàu buôn, tàu chiến và tàu hỗ trợ.. Nhiều tàu của hạm đội được đóng tại xưởng đóng tàu Long Giang. Tất cả các tàu kho báu cũng được chế tạo ở đó. Xưởng đóng tàu nằm trên sông Tần Hoài gần Nam Kinh, nơi nó chảy vào sông Dương Tử. Nhiều cây đã bị chặt dọc theo sông Mân và thượng nguồn sông Dương Tử để cung cấp các nguồn lực cần thiết cho việc xây dựng hạm đội. Hoàng đế Vĩnh Lạc đặt niềm tin rất lớn vào Trịnh Hòa và bổ nhiệm ông chỉ huy hạm đội kho báu. Hoàng đế thậm chí còn ban cho Trịnh Hòa những cuộn giấy trắng đã đóng triện sẵn, vì vậy đô đốc có thể ban chỉ lệnh ngay trên biển.

## Các chuyến đi

### Chuyến đi đầu tiên

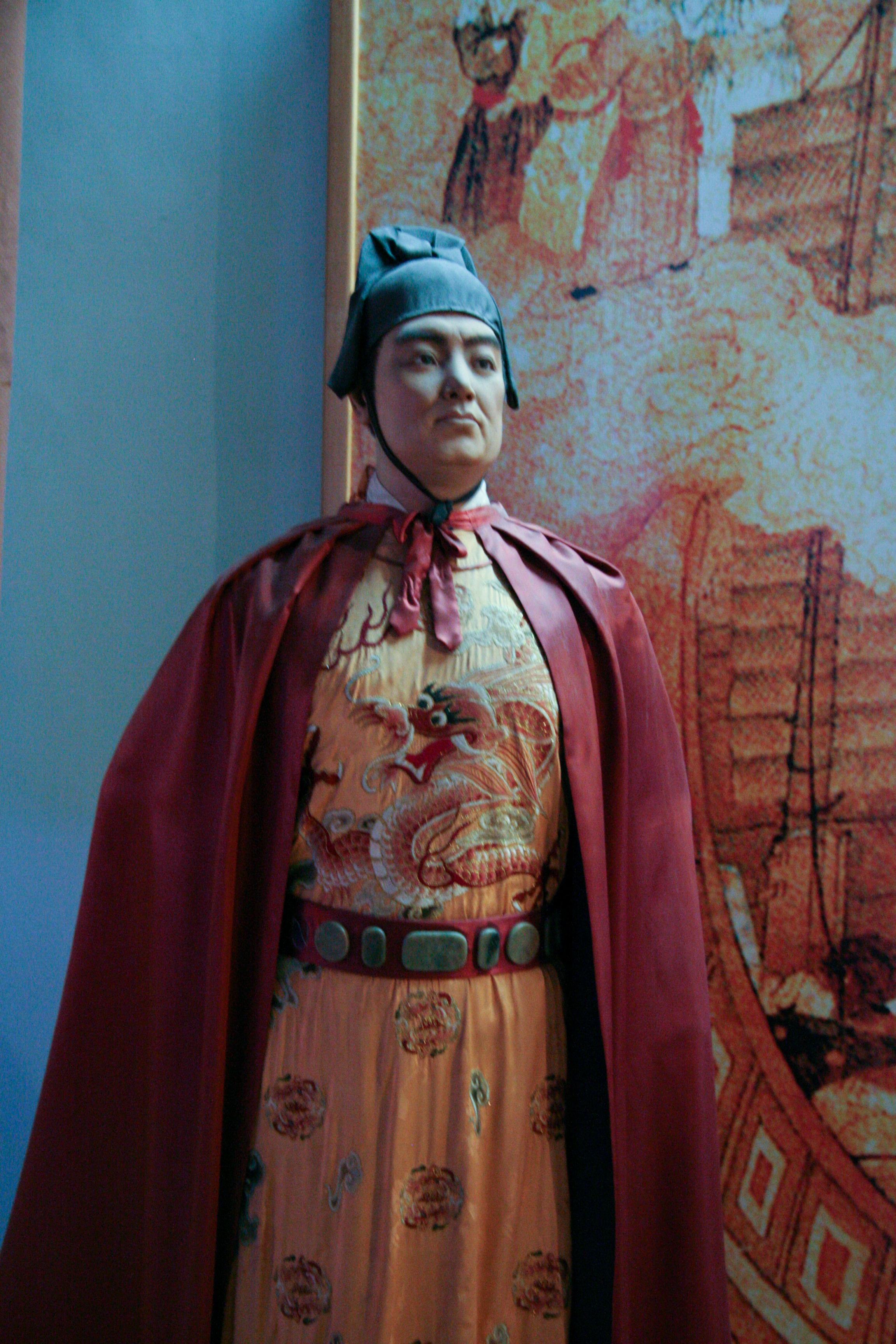
Một bức tượng sáp hiện đại của Đô đốc Trịnh Hòa (Bảo tàng Giao thông Hải ngoại Tuyền Châu)

Trong tháng ba âm lịch (30 tháng 3 đến 28 tháng 4) năm 1405, một lệnh sơ bộ đã được ban hành cho Trịnh Hòa và những người khác để chỉ huy 27.000 quân tới Tây Dương. Một chiếu chỉ của hoàng đế ban ngày 11 tháng 7 năm 1405 lệnh cho thực hiện cuộc thám hiểm. Chiếu chỉ được truyền cho Trịnh Hòa, Vương Cảnh Hoằng và những người khác.
Hoàng đế Vĩnh Lạc đã tổ chức một bữa tiệc cho đội tàu vào buổi tối trước chuyến đi đầu tiên của đội tàu. Quà tặng đã được ban cho các quan chức và thủy thủ theo cấp bậc của họ. Họ đã cúng Thiên Hậu Thánh Mẫu, nữ thần bảo trợ của các thủy thủ, với hy vọng đảm bảo một chuyến đi thành công và một lối đi an toàn trong chuyến đi. Vào mùa thu năm 1405, đội tàu kho báu đã tập hợp tại Nam Kinh và sẵn sàng khởi hành từ thành phố. Theo mục từ ngày 11 tháng 7 năm 1405 trong Minh thực lục về việc điều động đội tàu, Đô đốc Trịnh Hòa và "những người khác" đã khởi hành chuyến thám hiểm đầu tiên "mang theo những lá thư đế quốc đến các quốc gia ở Tây Đại Dương và tặng quà cho các vị vua thổ cẩm vàng của họ, theo khuôn mẫu lụa và gạc lụa màu, theo tình trạng của họ. " Đội tàu kho báu đã dừng lại ở Lưu Gia Cảng. Ở đó, đội tàu được tổ chức thành các liên đội tàu, trong khi thủy thủ đoàn cúng Thiên Hậu Thánh Mẫu. Sau đó, hạm đội đi thuyền dọc theo bờ biển Trung Quốc, về phía cửa sông Mân, nơi họ chờ gió mùa đông bắc tại khu neo đậu Thái Bình ở huyện Trường Lạc. Họ đã cúng Thiên Hậu Thánh Mẫu trong thời gian chờ gió mùa đông bắc. Sau đó, hạm đội khởi hành qua Ngũ Hổ Môn ở Phúc Kiến.
Đội tàu kho báu đi thuyền đến Champa, Java, Malacca, Aru, Semudera, Lambri, Ceylon, Quilon, và Calicut. Từ Lambri, đội tàu kho báu đi thẳng qua Ấn Độ Dương chứ không đi theo bờ biển vịnh Bengal đến Ceylon.
Ba ngày sau khi rời Lambri, một con tàu tách ra và đi đến Quần đảo Andaman và Nicobar. Đội tàu kho báu đã nhìn thấy những ngọn núi của Ceylon sau sáu ngày nữa và đến bờ biển phía tây của Ceylon hai ngày sau đó. Họ đã gặp phải một thái độ thù địch từ Alagakkonara, vì vậy họ rời khỏi nơi này. Dreyer (2007) tuyên bố rằng có thể Đô đốc Trịnh Hòa đã cập cảng tại Quilon, nhưng không có mô tả nào xác nhận điều này vì Vua Quilon đã đi cùng hạm đội tới Trung Quốc vào năm 1407. Mills (1970) nói rằng hạm đội có thể đã ở lại bốn tháng tại Calicut, có thể từ tháng 12 đến tháng 4 năm 1407. Xung quanh Mũi Comorin ở phía nam của Bán đảo Ấn Độ, hạm đội kho báu đã đổi hướng và bắt đầu hành trình trở về Trung Quốc. Trong quá trình trở về, hạm đội đã cập cảng tại Malacca một lần nữa.
Năm 1407, trong khi trở về, Đô đốc Trịnh Hòa và các cộng sự đã tham gia vào trận hải chiến với Trần Tổ Nghĩa và hạm đội cướp biển của ông ta trong trận chiến tại Palembang. Trần Tổ Nghĩa là một thủ lĩnh cướp biển đã chiếm giữ Palembang trên đảo Sumatra. Ông ta thống trị tuyến hàng hải qua eo biển Malacca. Trận chiến dẫn đến sự thất bại của hạm đội cướp biển của Trần dưới tay hạm đội kho báu Trung Quốc. Trần Tổ Nghĩa và các bộ hạ của ông ta đã bị xử tử vào ngày 2 tháng 10 năm 1407. Triều đình nhà Minh đã sắc phong Thi Tiến Khanh làm Tuyên úy sứ Palembang, bằng cách đó thành lập một đồng minh tại Palembang và đảm bảo quyền tiếp cận vào cảng quan trọng này.
Đội tàu trở về Nam Kinh vào ngày 2 tháng 10 năm 1407. Sau khi đi cùng hạm đội kho báu trong hành trình trở về, các sứ thần nước ngoài (từ Calicut, Quilon, Semudera, Aru, Malacca và các quốc gia không xác định khác) đã đến triều đình nhà Minh để bày tỏ lòng tôn kính và dâng cống phẩm là các sản phẩm địa phương của họ. Hoàng đế Vĩnh Lạc đã ra lệnh cho Bộ Lễ, có nhiệm vụ bao gồm nghi thức liên quan đến các đại sứ nước ngoài, chuẩn bị quà tặng cho các vị vua nước ngoài đã phái sứ thần đến triều đình.

### Chuyến đi thứ hai

Tranh vẽ Vĩnh Lạc đế (Bảo tàng Cung điện Quốc gia)

Chiếu chỉ của hoàng đế cho chuyến đi thứ hai được ban hành vào tháng 10 năm 1407. Chiếu chỉ được ban cho Trịnh Hòa, Vương Cảnh Hoằng và Hầu Hiển (侯顯). Thất tu loại cảo của Lang Anh (郎瑛) đã ghi lại rằng Trịnh Hòa, Vương Cảnh Hoằng và Hầu Hiền được phái đi vào năm 1407. Minh thực lục đã ghi lại rằng Trịnh Hòa và những người khác đã làm sứ thần đến các quốc gia Calicut, Malacca, Semudera, Aru, Jiayile, Java, Siam, Champa, Cochin, Abobadan, Quilon, Lambri, và Ganbali.
Vào ngày 30 tháng 10 năm 1407, một viên quan đại đốc chính đã được phái cùng một liên đội đến Champa trước khi Trịnh Hòa đi cùng phần chính của hạm đội. Đội tàu khởi hành vào năm thứ 5, cuối năm 1407 hoặc có thể là đầu năm 1408, dưới thời Vĩnh Lạc đế. Đội tàu đã đi từ Nam Kinh đến Lục Gia Cảng đến Trường Lạc. Sau đó họ đi thuyền đến Champa; Xiêm; Java; Malacca; Semudera, Aru và Lambri trên Sumatra; Jiayile, Abobadan, Ganbali, Quilon, Cochin và Calicut ở Ấn Độ. Dreyer (2007) tuyên bố rằng có thể Xiêm và Java đã được hạm đội chính hoặc các phi đội tách ra trước khi tập trung tại Malacca. Trong chuyến đi này, Trịnh Hòa và hạm đội của ông không vào Ceylon. Hạm đội được giao nhiệm vụ ban chiếu chính thức cho Mana Vikraan (那必加滿) làm vua Calicut. Một bia khắc được đặt ở Calicut để kỷ niệm mối quan hệ giữa Trung Quốc và Ấn Độ.
Trong hành trình này, người Trung Quốc sẽ buộc phải giải quyết sự thù hận giữa nhà Minh và Java. Java được cai trị bởi các vị vua Majapahit liên tiếp, những người đã hành động thách thức đối với Minh Thái Tổ. Dreyer (2007) tuyên bố rằng, trong cuộc nội chiến ở Java giai đoạn 1401-1406, Quốc vương Tây Java đã giết chết 170 thành viên của đoàn sứ thần Trung Quốc đã lên bờ trong lãnh thổ của đối thủ tại Đông Java.[B] [42] Mục từ đề ngày 23 tháng 10 năm 1407 tại Minh thực lục viết rằng vua Tây Java đã phái một đoàn sứ thần đến triều đình nhà Minh để nhận tội vì đã giết nhầm 170 quân Minh đã lên bờ để buôn bán. [46] Nó cũng nói thêm rằng triều đình nhà Minh đã trả lời bằng cách yêu cầu 60.000 lạng vàng để bồi thường và chuộc tội, cảnh báo rằng họ sẽ phái một đội quân trừng phạt vua Java vì tội ác của mình nếu ông ta không tuân thủ và nêu rõ tình hình ở An Nam (đề cập đến việc nhà Minh xâm chiếm Đại Ngu) có thể là một ví dụ. Người Trung Hoa chấp nhận thanh toán và lời xin lỗi, và khôi phục quan hệ ngoại giao. Họ sẽ sử dụng các chuyến đi để theo dõi Java.
Trong cuộc hành trình, hạm đội đã đến thăm Pulau Sembilan ở eo biển Malacca vào năm Vĩnh Lạc thứ 7 (1409), theo Phí Tín (费信). Ông tuyên bố rằng quân đội được gửi đến đó để đốn gỗ. Dreyer (2007) kết luận rằng điểm dừng là trong hành trình trở về của chuyến đi thứ hai vì hạm đội kho báu không rời bờ biển Trung Quốc cho chuyến đi thứ ba cho đến đầu năm 1410. Chữ viết của Phí Tín là: "Vào năm Vĩnh Lạc thứ bảy, Trịnh Hòa và các cộng sự đã phái binh lính lên đảo đốn gỗ trầm hương. Họ đã thu được 6 khúc gỗ, mỗi khúc có đường kính 8-9 xích và dài 6-7 trượng, có mùi thơm tinh khiết và lan tỏa. Hoa văn [của gỗ] có màu đen, với những đường nét tinh xảo. Người dân trên đảo mở to mắt và thè lưỡi vì kinh ngạc, và được nói rằng 'Chúng ta là binh lính của Thiên triều, và sức mạnh kinh hoàng của chúng ta giống như của các vị thần.'" Đội tàu kho báu đã trở lại Nam Kinh vào mùa hè năm 1409.
Sự mơ hồ có thể xảy ra về việc liệu Trịnh Hòa có thực hiện chuyến hải hành thứ hai xuất phát từ việc một đoàn sứ thần Trung Quốc đã được phái đi trước khi Trịnh Hòa rời đi với phần lớn đội tàu. Chiếu chỉ của hoàng đế cho chuyến đi thứ ba được ban hành trong thời gian của chuyến đi thứ hai trong khi hạm đội kho báu vẫn còn ở Ấn Độ Dương, do đó, Trịnh Hòa có thể đã vắng mặt khi triều đình hạ chiếu chỉ hoặc ông đã không đi cùng hạm đội trong chuyến đi thứ hai. Vào ngày 21 tháng 1 năm 1409, một buổi lễ lớn được tổ chức để tế Thiên Hậu, nơi bà nhận được một tước phong mới. Duyvendak nghĩ rằng Trịnh Hòa không đi cùng hạm đội trong chuyến đi thứ hai, bởi vì buổi lễ này rất quan trọng đến nỗi nó đòi hỏi phải có sự tham dự của Trịnh Hòa. Mills (1970), trích dẫn Duyvendak, cũng nói rằng Trịnh Hòa không đi cùng hạm đội cho chuyến đi này. Tuy nhiên, Phí Tín đề cập rõ ràng đến Trịnh Hòa khi mô tả điểm dừng tại Pulau Sembilan năm 1409, điều này cho thấy mạnh mẽ rằng Trịnh Hòa đã ở trên hành trình thứ hai theo Dreyer (2007).

### Chuyến đi thứ ba
Chiếu chỉ cho chuyến đi thứ ba được ban hành vào tháng 1 năm Vĩnh Lạc thứ bảy (16 tháng 1 đến 14 tháng 2 năm 1409). Nó được gửi tới Trịnh Hòa, Vương Cảnh Hoằng và Hầu Hiền.
Đô đốc Trịnh Hòa bắt đầu chuyến đi này vào năm 1409. Đội tàu khởi hành từ Lưu Gia Cảng vào tháng chín (9 tháng 10 đến 6 tháng 11 năm 1409) và đến Trường Lạc vào tháng tiếp theo (7 tháng 11 đến 6 tháng 12). Họ rời Trường Lạc vào tháng mười hai (5 tháng 1 đến 3 tháng 2 năm 1410) để đi biển. Họ đã đi qua Ngũ Hổ Môn (ở lối vào của sông Mân ở Phúc Kiến). Đội tàu đã dừng tại Champa, Java, Malacca, Semudera, Ceylon, Quilon, Cochin và Calicut. Họ đã đi đến Champa trong vòng 10 ngày. Vương Cảnh Hoằng và Hầu Hiền đã dừng chân tại Xiêm, Malacca, Semudera và Ceylon trong các đường vòng. Đến Ceylon năm 1410, đội tàu kho báu đã đổ bộ tại Galle.
Trong cuộc hành trình về nhà vào năm 1411, đội tàu kho báu sẽ tham gia vào cuộc đối đầu quân sự với vua Alakeshvara (Alagakkonara) của Ceylon. Alakeshvara gây ra mối đe dọa cho các quốc gia láng giềng và vùng biển Ceylon và miền nam Ấn Độ. Khi đến Ceylon, người Trung Quốc đã hống hách và khinh miệt người Sinhal, những người mà họ cho là thô lỗ, thiếu tôn trọng và thù địch. Họ cũng phẫn nộ vì người Sinhal đang thực hiện các cuộc tấn công và cướp biển đối với các nước láng giềng có quan hệ ngoại giao với nhà Minh. Đô đốc Trịnh Hòa và một số binh sĩ của ông đã du hành trên đất liền vào Kotte, vì Alakeshvara đã dụ họ vào lãnh thổ của ông. Alakeshvara đã cắt đứt Đô đốc Trịnh Hòa và 2.000 binh sĩ đi cùng của ông từ hạm đội kho báu neo đậu tại Colombo. Ông ta cũng lên kế hoạch tiến hành một cuộc tấn công vào hạm đội. Đáp lại, Đô đốc Trịnh Hòa và quân đội của ông đã xâm chiếm Kotte, chinh phục kinh đô của nó. Họ đã bắt giữ Alakeshvara, gia đình ông và các quan lại chính. Quân đội Sinhal vội vã quay trở lại và bao vây thủ đô, nhưng họ đã nhiều lần bị đánh bại trong trận chiến chống lại quân đội Trung Quốc xâm lược. Quân đội đối lập Sinhal được cho là có hơn 50.000 quân. Nhà vua và gia đình bị bắt giữ và giải đến Nam Kinh, Trung Quốc.
Đô đốc Trịnh Hòa trở về Nam Kinh vào ngày 6 tháng 7 năm 1411. Ông đã dâng những tù nhân Sinhal cho Vĩnh Lạc đế, và hoàng đế đã quyết định trả tự do và cho họ trở về đất nước của mình. Người Trung Quốc đã truất phế Alakeshvara để ủng hộ đồng minh Parakramabahu VI của họ làm vua với sự hậu thuẫn của Trịnh Hòa và hạm đội của ông ta. Từ đó trở đi, hạm đội kho báu sẽ không gặp phải sự thù địch nào trong các chuyến viếng thăm Ceylon trong các chuyến đi kho báu tiếp theo.

### Chuyến đi thứ tư
Vào ngày 18 tháng 12 năm 1412, Vĩnh Lạc Đế đã hạ chiếu chỉ thực hiện chuyến đi thứ tư. Đô đốc Trịnh Hòa và những người khác được lệnh chỉ huy chuyến đi.
Vĩnh Lạc đế đã tham dự một cuộc thi bắn cung cho Tết Đoan ngọ năm 1413 (ngày 5 tháng 5 năm thứ 11). Tất cả các quan chức Trung Quốc và các vị sứ thần "mọi rợ" đã được mời tham dự sự kiện này. Duyvendak (1939) tuyên bố rằng những sứ thần này rất nhiều, đến nỗi họ rất có thể bao gồm nhiều người mà Đô đốc Trịnh Hòa sẽ hộ tống trở lại đất nước của họ trong chuyến hải hành thứ tư chứ không phải chỉ là những người hàng xóm thân thiết. Cuộc thám hiểm này sẽ dẫn dắt hạm đội kho báu vào các quốc gia Hồi giáo, do đó, điều quan trọng đối với người Trung Quốc là tìm kiếm các phiên dịch viên đáng tin cậy. Thông dịch viên Mã Hoan (馬歡) tham gia chuyến đi lần đầu tiên. Một bản khắc năm 1523 tại một nhà thờ Hồi giáo ở Tây An đã ghi lại rằng, vào tháng thứ tư của năm thứ 11, Đô đốc Trịnh Hòa đã ở đó để tìm kiếm các thông dịch viên đáng tin cậy và tìm thấy một người đàn ông tên Hasan.
Đội tàu Trịnh Hà đã rời Nam Kinh vào năm 1413, có lẽ vào mùa thu. Họ ra khơi từ Phúc Kiến vào tháng 12 năm Vĩnh Lạc thứ 11 (23 tháng 12 năm 1413 đến 21 tháng 1 năm 1414). Calicut là điểm đến cực tây trong các chuyến đi trước đó, nhưng bây giờ hạm đội đã đi đến vùng đất xa hơn. Thành Tổ thực lục đã ghi lại Malacca, Java, Champa, Semudera, Aru, Cochin, Calicut, Lambri, Pahang, Kelantan, Jiayile, Ormuz, Bila, Maldives và Sunla cho chuyến đi này.
Đội tàu đi thuyền đến Champa, Kelatan, Pahang, Malacca, Palembang, Java, Lambri, Lide, Aru, Semudera, Ceylon, Jiayile (opposite Ceylon), Cochin; và Calicut. They proceeded to Liushan (Maldive và quần đảo Laccadive), Bila (đảo san hô vòng Bitra), Sunla (đảo san hô vòng Chetlat), và Hormuz. Tại Java, hạm đội đã chuyển quà và ân huệ từ Hoàng đế Vĩnh Lạc. Đổi lại, một phái viên người Java đã đến Trung Quốc vào ngày 29 tháng 4 năm 1415, dâng cống phẩm dưới dạng "các con ngựa phương tây" và các sản phẩm địa phương trong khi bày tỏ lòng biết ơn.
Năm 1415, đội tàu dừng lại ở phía bắc Sumatra trong chuyến hành trình về nhà từ Hormuz. Họ đã giao chiến với Sekandar tại thời điểm này của cuộc hành trình. Sekandar đã chiếm đoạt ngai vàng Semudera từ Zain al-'Abidin, nhưng người Trung Quốc đã chính thức công nhận người sau là Vua Semudera. Mặc dù Sekandar là một người cai trị tự trị, ông ta không được người Trung Quốc công nhận. Phí Tín mô tả Sekandar là một vị vua giả đã cướp, đánh cắp và chiếm đoạt ngai vàng của Semudera, Mã Hoan miêu tả ông ta là người cố gắng lật đổ nhà cai trị, Minh thực lục lưu ý rằng Sekandar là em trai của cựu vương và âm mưu giết quốc vương. Đô đốc Trịnh Hòa đã ra lệnh tiến hành một cuộc tấn công trừng phạt chống lại kẻ chiếm đoạt và khôi phục Zain al-'Abidin làm vua chính thống. Để trả thù, Sekandar đã lãnh đạo lực lượng của mình tấn công lực lượng nhà Minh và bị đánh bại. Ông đã tấn công với "hàng chục ngàn" binh lính. Các lực lượng nhà Minh đã truy đuổi lực lượng của Sekandar đến Lambri nơi họ bắt được Sekandar, vợ và con của ông ta. Vua Zain al-'Abidin sau đó đã phái một phái đoàn cống nạp để bày tỏ lòng biết ơn của mình. Cuộc xung đột này đã tái khẳng định quyền lực của Trung Quốc đối với các quốc gia nước ngoài và tuyến hàng hải bằng cách bảo vệ chính quyền địa phương che chở thương mại. Sekandar được trao cho Hoàng đế Vĩnh Lạc tại cổng cung điện và sau đó bị xử tử. Không biết khi nào vụ hành quyết này xảy ra, nhưng Mã Hoan tuyên bố rằng Sekandar đã bị xử tử công khai tại kinh đô sau khi hạm đội trở về.
Vào ngày 12 tháng 8 năm 1415, hạm đội của Đô đốc Trịnh trở về Nam Kinh sau chuyến đi. Vĩnh Lạc đế đã đi từ ngày 16 tháng 3 năm 1413 cho chiến dịch Mông Cổ thứ hai của ông và đã không quay trở lại khi hạm đội đến. Sau khi hạm đội trở về, giới cầm quyền của 18 quốc gia đã phái các sứ thần đến cống nạp cho triều đình nhà Minh.

### Chuyến đi thứ năm
Vào ngày 14 tháng 11 năm 1416, Vĩnh Lạc đế trở về Nam Kinh. Vào ngày 19 tháng 11, một buổi lễ lớn đã được tổ chức, nơi Hoàng đế Vĩnh Lạc ban tặng phần thưởng cho các thân vương, bá quan văn võ và sứ thần của 18 quốc gia. Vào ngày 28 tháng 12, họ đến tiễn biệt triều đình nhà Minh để trở về và được ban tặng áo choàng trước khi khởi hành. Ngày hôm đó, Hoàng đế Vĩnh Lạc đã ra lệnh thực hiện chuyến đi thứ năm, có mục tiêu được ban ra là trả lại sứ thần và ban thưởng cho các vị vua của họ.
Đô đốc Trịnh Hòa và những người không rõ tên khác đã nhận được lệnh hộ tống các sứ thần trở về nhà. Họ mang theo những lá thư của hoàng đế và nhiều quà tặng cho một vài vị vua. Vua Cochin đã được đối xử đặc biệt, bởi vì ông đã nộp cống phẩm từ năm 1411 và sau đó cũng đã gửi sứ thần để thỉnh cầu phong tước và ban ấn. Hoàng đế Vĩnh Lạc đã đáp ứng cả hai thỉnh cầu, trao cho ông ta một thánh chỉ dài (được cho là do chính hoàng đế viết), và phong danh hiệu "Núi Trấn Quốc" cho một ngọn đồi ở Cochin.
Đô đốc Trịnh Hòa có thể đã rời bờ biển Trung Quốc vào mùa thu năm 1417. Đầu tiên, ông lập cảng tại Tuyền Châu để vận tải hàng hóa của hạm đội bằng gốm sứ và các hàng hóa khác. Các phát hiện khảo cổ về đồ sứ Trung Quốc đương đại đã được khai quật tại các địa điểm Đông Phi mà hạm đội của Trịnh Hòa viếng thăm. Một bia khắc nhà Minh tại Tuyền Châu viết rằng Đô đốc Trịnh Hòa đã thắp hương để cầu xin sự bảo vệ thần thánh cho chuyến đi này vào ngày 31 tháng 5 năm 1417. Đội tàu đã đến thăm Champa, Pahang, Java, Palembang, Malacca, Semudera, Lambri, Ceylon, Cochin, Calicut, Shaliwanni (có thể là Cannanore), Liushan (Maladive và quần đảo Laccadive), Hormuz, Lasa, Aden, Mogadishu, Brava, Zhubu, và Malindi. Đối với Ả Rập và Đông Phi, tuyến đường có nhiều khả năng nhất là Hormuz, Lasa, Aden, Mogadishu, Brava, Zhubu, và sau đó là Malindi. Duyvendak cho rằng Trịnh Hòa có thể đã thể hiện sức mạnh quân sự tại Mogadishu và Lasa do sự tiếp đón không mong muốn của người dân địa phương.
Vào ngày 8 tháng 8 năm 1419, đội tàu đã trở về Trung Quốc. Hoàng đế Vĩnh Lạc đang ở Bắc Kinh vào thời điểm đó, nhưng ông đã hạ lệnh cho Bộ Lễ trao phần thưởng bằng tiền cho quan viên của đội tàu. Các sứ thần đi cùng đã được tiếp đón tại triều đình nhà Minh vào tháng 8 âm lịch (21 tháng 8 đến 19 tháng 9) năm 1419. Cống phẩm của họ bao gồm sư tử, báo, lạc đà, đà điểu, ngựa vằn, tê giác, linh dương, hươu cao cổ và các động vật kỳ lạ khác, gây ra cảm giác tuyệt vời trong số những người ở triều đình nhà Minh.

### Chuyến đi thứ sáu
Mục nhập Thái Tông thực lục ngày 3 tháng 3 năm 1421 lưu ý rằng các phái viên của mười sáu quốc gia (Hormuz và các quốc gia khác) đã được tặng quà bằng giấy và tiền xu, và áo choàng và lót lễ nghi trước khi trở về nước của họ dưới sự hộ tống của đội tàu kho báu. Lệnh của hoàng gia cho chuyến đi thứ sáu là vào ngày 3 tháng 3 năm 1421. Đô đốc Trịnh Hòa được phái đi với những lá thư đế quốc, thổ cẩm lụa, xỉa lụa, gạc lụa và những món quà khác cho những người cai trị các quốc gia này.
Tây dương Phiên quốc chí của Củng Trân (鞏珍) đã ghi lại một thánh chỉ ngày 10 tháng 11 năm 1421 yêu cầu Trịnh Hòa, Khổng Hòa (孔和), Chu Bố Hoa (朱卜花) và Đường Quan Bảo (唐觀保) thu xếp lương thực thực phẩm cho phó sứ Hồng Bảo (洪保) và những người khác cho chuyến đi hộ tống các sứ thần về nhà của họ. Các sứ thần của 16 quốc gia khác nhau đã được đội tàu kho báu hộ tống về quê nhà. Có vẻ như một vài điểm đến đầu tiên là Malacca và ba quốc gia trên đảo Sumatra là Lambri, Aru và Semudera. Đội tàu được chia thành nhiều phi đội tách ra tại Semudera. Tất cả các phi đội đã tiến tới Ceylon, sau đó họ tách ra để đến Jiayile, Cochin, Ganbali hoặc Calicut ở miền nam Ấn Độ. Các phân đội tàu đã đi từ đó đến các điểm đến tương ứng của họ tại Liushan (Quần đảo Maldives và Quần đảo Laccadive), Hormuz tại Vịnh Ba Tư, ba quốc gia Ả Rập Djofar, Lasa và Aden, và hai quốc gia Châu Phi là Mogadishu và Brava. Vị hoạn quan họ Chu (có lẽ là Chu Mãn) đã dẫn đầu phi đội tách ra đến Aden. Mã Hoan đề cập tới Chu Mãn và Li Xing trong chuyến viếng thăm Aden. Phân đội tàu của họ cũng có thể đã đến thăm Lasa và Djofar. Theo Minh sử, Đô đốc Trịnh Hòa đã đích thân đến thăm Ganbali với tư cách là một phái viên vào năm 1421. Trong số mười hai quốc gia được viếng thăm ở phía tây Sumatra, đây là nơi duy nhất được ghi nhận đã được viếng thăm bởi chính Đô đốc Trịnh Hòa. Mặc dù Quilon không được đến thăm, phi đội cho Mogadishu có lẽ đã tách ra gần Quilon như một điểm điều hướng trong khi hạm đội chính tiếp tục đến Calicut. Một phi đội lớn tiến xa hơn từ Calicut đến Hormuz. Họ có thể đã đi qua Laccadives.
Khi trở về, một số liên đội đã tập hợp lại tại Calicut và tất cả các liên đội tập hợp lại ở Semudera. Xiêm La có khả năng được viếng thăm trong hành trình trở về. Đội tàu trở về vào ngày 3 tháng 9 năm 1422. Họ mang theo các sứ thần từ Xiêm, Semudera, Aden và các quốc gia khác, những người đã cống nạp các sản phẩm địa phương. Các sứ thần nước ngoài, những người đã đến Trung Quốc cùng với hạm đội, đã tiến vào bằng đường bộ hoặc bằng đường thủy qua Đại Vận Hà trước khi đến triều đình tại Bắc Kinh vào năm 1423.

### Đồn trú Nam Kinh

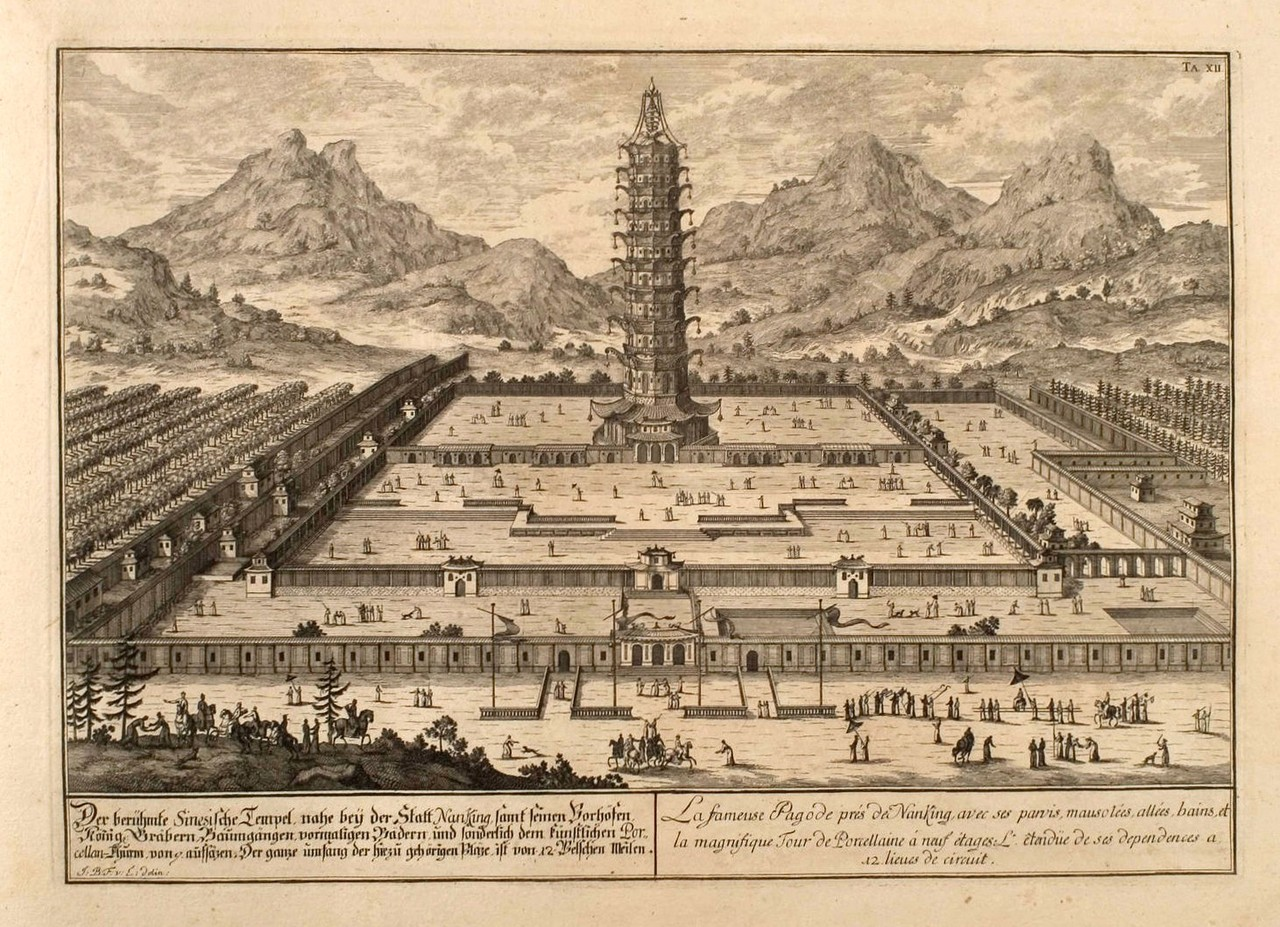
Đại Báo Ân tự như mô tả trong A Plan of Civil and Historical Architecture (1721) của Fischer von Erlach.

Vào ngày 14 tháng 5 năm 1421, Vĩnh Lạc đế đã hạ chiếu chỉ đình chỉ tạm thời các chuyến đi. Với chi phí cho các chuyến đi của hạm đội kho báu, sự chú ý và tài trợ của đế quốc đã được chuyển hướng cho các chiến dịch Mông Cổ thứ ba, thứ tư và thứ năm. Từ năm 1422 đến 1431, hạm đội kho báu vẫn ở Nam Kinh để phục vụ trong đồn trú của thành phố.
Năm 1424, Đô đốc Trịnh Hòa khởi hành một phái đoàn ngoại giao đến Palembang. Trong khi đó, Chu Cao Sí thừa kế ngai vàng với tư cách là Hoàng đế Hồng Hi vào ngày 7 tháng 9 năm 1424 khi Vĩnh Lạc đế băng hà vào ngày 12 tháng 8 năm 1424. Trịnh Hòa trở về từ Palembang là sau khi vua băng hà.
Vào ngày 7 tháng 9 năm 1424, Hoàng đế Hồng Hi chấm dứt việc thực hiện các chuyến đi kho báu tiếp theo. Ông căm ghét đối với việc thực hiện các chuyến đi. Tuy nhiên, ông vẫn giữ hạm đội kho báu như một phần của đồn trú của Nam Kinh. Hạm đội cũng giữ lại tên định danh ban đầu là "Hạ Phiên quan sự" (下番官軍).. Vào ngày 24 tháng 2 năm 1425, ông bổ nhiệm Đô đốc Trịnh Hòa làm người bảo vệ Nam Kinh và ra lệnh cho ông tiếp tục chỉ huy hạm đội kho báu để bảo vệ thành phố.
Vào ngày 25 tháng 3 năm 1428, Hoàng đế Tuyên Đức đã ra lệnh cho Trịnh Hòa và những người khác tiếp quản việc giám sát xây dựng lại và sửa chữa chùa Đại Báo Ân tại Nam Kinh. Ông đã hoàn thành việc xây dựng ngôi chùa vào năm 1431. Người ta suy đoán rằng nguồn kinh phí để xây dựng chùa Đại Báo Ân đã được chuyển từ những gì dành cho các chuyến đi kho báu.

### Chuyến đi thứ bảy
Củng Trân đã ghi lại rằng hoàng đế hạ chiếu chỉ vào ngày 25 tháng 5 năm 1430 để thu xếp chuẩn bị các nhu yếu phẩm cho chuyến đi của Trịnh Hòa, Vương Cảnh Hoằng, Lý Hưng, Chu Lương, Dương Chân, Hồng Bảo và những người khác làm những công việc chính thức tới các nước Tây Dương.
Chiếu chỉ truyền đến Dương Khánh (楊慶), La Tri (羅智), Đường Quan Bảo (唐觀保), và Viên Thành (袁誠). Vào ngày 29 tháng 6 năm 1430, Hoàng đế Tuyên Tông đã ra lệnh cho chuyến đi thứ bảy. Chiếu chỉ được gửi đến Trịnh Hòa và những người khác. Tuyên Tông thực lục ghi chép rằng Trịnh Hòa, Vương Cảnh Hoằng và những người khác đã được phái đến vùng đất xa lạ để họ phải tôn kính và thần phục. Hoàng đế muốn khôi phục lại các mối quan hệ triều cống đã được thúc đẩy trong triều đại Vĩnh Lạc. Trước khi khởi hành chuyến đi thứ bảy, Đô đốc Trịnh Hòa và các cộng sự đã khắc các văn bia tại Lưu Gia Cảng và Trường Lạc.
Hạ Tây Dương cung cấp thông tin có giá trị, như được mô tả sau đây, về ngày và hành trình cho chuyến đi này.  Đội tàu bắt đầu từ Long Giang Loan ở Nam Kinh ngày 19 tháng 1 năm 1431. Vào ngày 23 tháng 1, hạm đội đã dừng chân tại Từ Sơn, một hòn đảo hiện chưa biết đến trên sông Dương Tử, nơi thủy thủ đoàn săn bắn động vật.
Vào ngày 2 tháng 2 năm 1431, đội tàu đi thuyền qua cửa Phụ Tử (Kênh Baimaosha ngày nay) tới cửa sông Dương Tử trước khi đến Lưu Gia Cảng vào ngày hôm sau (3 tháng 2). Vào ngày 14 tháng 3 năm 1431, văn bia Lưu Gia Cảng đã được dựng lên ở đây. Vào ngày 8 tháng 4 năm 1431, hạm đội đến Trường Lạc, nơi họ ở lại đến giữa tháng 12. Văn bia Trường Lạc, có niên đại vào tháng 11 niên hiệu Tuyên Đức thứ 6, đã được dựng lên tại đây vào cuối khoảng thời gian họ lưu trú ở đó. Vào ngày 16 tháng 12, họ đi đến Fu Tou Shan, có thể gần Phúc Châu. Đội tàu kho báu đi thuyền qua Ngũ Hổ Môn vào ngày 12 tháng 1 năm 1432. Vào ngày 27 tháng 1 năm 1432, hạm đội đã đỗ lại ở kinh đô Vijaya (thành Đồ Bàn gần Qui Nhơn ngày nay) của Champa trước khi rời đi vào ngày 12 tháng 2. Vào ngày 7 tháng 3 năm 1432, hạm đội đã đến Java, nơi họ lập cảng tại Surabaya. Hạm đội vẫn ở trong khu vực trước khi khởi hành vào ngày 13 tháng 7. Vào ngày 24 tháng 7 năm 1432, hạm đội đã đến Palembang trước khi rời đi vào ngày 27 tháng 7. Từ Palembang, hạm đội đi thuyền xuôi dòng sông Musi, qua eo biển Banka, đi qua quần đảo Lingga và Riau. Quần đảo Lingga và Riau có một số dân hành nghề cướp biển đáng kể gây ra mối đe dọa cho tàu thuyền đi qua, nhưng những tên cướp biển này không gây ra mối đe dọa nào cho đội tàu kho báu. Vào ngày 3 tháng 8 năm 1432, hạm đội kho báu đã đến Malacca. Hạm đội rời Malacca vào ngày 2 tháng 9 năm 1432. Họ đã đi đến Semudera và đến đó vào ngày 12 tháng 9. Vào ngày 2 tháng 11 năm 1432, hạm đội rời khỏi Semudera. Vào ngày 28 tháng 11 năm 1432, hạm đội đến Beruwala ở Ceylon. Hạm đội rời khỏi Beruwala vào ngày 2 tháng 12. Họ đến Calicut vào ngày 10 tháng 12. Hạm đội khởi hành từ Calicut đến Hormuz vào ngày 14 tháng 12 năm 1432. Họ đến Hormuz vào ngày 17 tháng 1 năm 1433. Hạm đội kho báu ở lại Hormuz trong gần hai tháng trước khi quay trở về nhà vào ngày 9 tháng 3 năm 1433.
Trong số tám điểm đến được ghi nhận cho chuyến đi thứ bảy ở Hạ Tây Dương, Hormuz là nơi cực tây. Minh sử và các nguồn khác đã mô tả chuyến đi với ít nhất 17 quốc gia đã đến thăm (bao gồm cả những quốc gia đã được đề cập trong Hạ Tây Dương). Các điểm đến bổ sung được ghi nhận trong Minh sử là các chuỗi đảo Coimbator (Ganbali), Bengal, Laccadive và Maldives, Djofar, Lasa, Aden, Mecca, Mogadishu và Brava. Củng Trân thậm chí còn ghi nhận tổng cộng 20 quốc gia đã đến thăm. Trong chuyến đi, như Phí Tín đã đề cập, hạm đội đã dừng lại ở quần đảo Andaman và Nicobar. Ông viết rằng, vào ngày 14 tháng 11 năm 1432, hạm đội đã đến Cuilanxu (có lẽ là đảo Nicobar Lớn) nơi họ neo đậu trong ba ngày do gió và sóng bất lợi. Ông còn viết thêm rằng những người đàn ông và đàn bà bản địa đã đi những chiếc thuyền gỗ tới để buôn bán dừa. Theo Dreyer (2007), các đảo cận kề Aru, Nagur, Lide và Lambri đã được một số tàu ghé thăm, trên đường đến Semudera ở phía bắc Sumatra.
Đô đốc Trịnh Hòa được nhắc đến trong Minh sử liên quan đến các chuyến thăm Ganbali (có lẽ là Coimatore), Lasa, Djorfar, Magadishu, và Brava. Dreyer (2007) nói rằng mô tả này là không rõ ràng về việc ông ta có đích thân đi đến những nơi đó không. Diễn đạt trong Minh sử có thể chỉ ra rằng ông đã đến những nơi đó, do mô tả tuyên bố rằng ông đã tuyên đọc các chiếu chỉ cho các vị vua của các quốc gia này. Mặc dù, điều này cũng có thể không xảy ra, bởi vì hạm đội chỉ dừng lại rất ngắn ở Calicut (4 ngày trong lượt đi và 9 ngày trong lượt về), có thể là không đủ thời gian để đi bằng đường bộ tới Ganbali, trừ khi địa điểm không phải là Coimatore mà là những nơi khác ở miền nam Ấn Độ. Cuộc hành trình trên bộ cũng có thể được thực hiện bởi một người khác chứ không phải là chính Trịnh Hòa. Mô tả của Minh sử về Lasa nói rằng các sứ giả từ Lasa, Aden và Brava đã đi cùng Trịnh Hòa đến Trung Quốc. Điều này có nghĩa là các tàu chở họ có thể được tập hợp lại với hạm đội chính ở Calicut theo Dreyer (2007), tùy thuộc vào việc Trịnh Hòa đã đến thăm các quốc gia này hay vẫn ở lại với phần chính của hạm đội. Dreyer (2007) nghĩ rằng các liên đội tàu tách rời có lẽ đã được tập hợp tại Calicut cho hành trình trở về của họ, vì hạm đội chính đã không ở đó lâu.
Hồng Bảo chỉ huy một liên đội tàu cho cuộc hành trình đến Bengal. Mã Hoan đi cùng Hồng Bảo trong liên đội này. Người ta không biết chính xác khi nào họ tách khỏi hạm đội kho báu để tới Bengal. They sailed from Semudera straight to Bengal. Tại Bengal, họ di chuyển tới Chittagong, sau đó đến Sonargaon và cuối cùng đến kinh đô Gaur. Sau đó, họ tiếp tục đi thuyền từ Bengal thẳng đến Calicut. Hạm đội của Đô đốc Trịnh đã rời Calicut đến Hormuz khi liên đội của Hồng Bảo đến Calicut.
Khi ở Calicut, nhận thấy rằng các tàu địa phương đang được chuẩn bị để tới Mecca, Hồng Bảo đã cử bảy người đàn ông Trung Quốc đi cùng với một con tàu đi đến Mecca. Có khả năng  là một trong số bảy người đàn ông này là Mã Hoan. Mã Hoan đã viết về Mecca trong chương "Thiên Phương", một dẫn chiếu tới Qa'aba. Sau một năm, bảy người đàn ông trở lại với hàng hóa và vật có giá trị mà họ đã mua, bao gồm hươu cao cổ, sư tử và đà điểu.
Dreyer (2007) gợi ý rằng Hồng Bảo cũng có thể đã tham gia vào một số điểm đến khác, chẳng hạn như Djofar, Lasa, Aden, Mogadishu và Brava. Tuy nhiên, P. Pelliot gợi ý rằng các liên đội tàu tách khỏi hạm đội tại Hormuz để đi đến Aden, các cảng Đông Phi và có lẽ là Lasa.
Dreyer (2007) nói rằng một số quốc gia sau đây cũng có thể đã được một số tàu ghé thăm khi hạm đội đi qua: Xiêm; các quốc gia phía bắc Sumatra như Aru, Nagur, Lide và Lambri (khi đi thuyền đến Semudera); Quilon và Cochin (khi đi thuyền đến Calicut). Mills (1970) kết luận rằng các cộng sự của Trịnh Hòa chứ không phải chính bản thân Trịnh Hòa đã đến thăm Xiêm, Aru, Nagur, Lide, Lambri, Quần đảo Nicobar, Bengal, Quilon, Cochi, Coimbatore, Quần đảo Maldives, Dhufar, Lasa, Aden, Mecca, Mogadishu và Brava.
Hạ Tây Dương cũng cung cấp các ngày tháng và hành trình, như được mô tả sau đây, cho tuyến trở về của chuyến đi thứ bảy.  Hạm đội tại Hormuz khởi hành vào ngày 9 tháng 3 năm 1433 và đến Calicut vào ngày 31 tháng 3. Vào ngày 9 tháng 4, hạm đội rời khỏi Calicut. Họ đi thẳng qua biển khơi. Vào ngày 25 tháng 4, hạm đội đã đến Semudera. Vào ngày 1 tháng 5, hạm đội rời khỏi Semudera. Vào ngày 9 tháng 5, hạm đội đã đến Malacca. Hạm đội đã đến biển Côn Lôn vào ngày 28 tháng 5 năm 1433. Vào ngày 13 tháng 6, hạm đội đã đến Vijaya (Quy Nhơn ngày nay). Đội tàu khởi hành từ Vijaya vào ngày 17 tháng 6.
Hạ Tây Dương lưu ý một số quan sát địa lý  từ lúc đó cho đến khi hạm đội tiến vào Taicang. Đội tàu đến Taicang vào ngày 7 tháng 7 năm 1433. Hạ Tây Dương lưu ý rằng nó đã không ghi lại hành trình từ Taicang đến kinh đô. Vào ngày 22 tháng 7, họ đến kinh đô Bắc Kinh. Vào ngày 27 tháng 7, Hoàng đế Tuyên Tông ban tặng áo choàng nghi lễ và tiền giấy cho nhân viên của hạm đội.
Dreyer (2007) tuyên bố rằng họ không lập cảng tại Ceylon hoặc miền nam Ấn Độ, vì họ đang đi thuyền trong điều kiện thuận lợi và đang chạy trước gió mùa tây nam. Mã Hoan ghi lại rằng các tàu tách rời khác nhau đã tập hợp lại ở Malacca để chờ gió thuận lợi trước khi tiếp tục quay trở lại.
Đô đốc Trịnh Hòa trở về với các sứ thần từ 11 quốc gia, trong đó có một người từ Mecca. Vào ngày 14 tháng 9 năm 1433, như được ghi lại trong Tuyên Tông thực lục, các sứ thần sau đây đã vào triều để dâng cống phẩm: Vua Zain al-Abidin của Semudera đã gửi em trai của mình là Halizhi Han và những người khác, Vua Bilima của Calicut gửi sứ thần Gebumanduluya và những người khác, Vua Keyili của Cochin đã gửi sứ thần của mình là Jiabubilima và những người khác, Vua Parakramabahu VI của Ceylon đã gửi sứ thần Mennidenai và những người khác, Vua Ali của Djofar đã gửi sứ thần của mình là Hajji Hussein và những người khác, Vua Al-Malik az-Zahir Yahya b. Isma'il của Aden đã gửi sứ thần của mình là Puba và những người khác, Vua Devaraja của thành phố Coimbatore đã gửi sứ thần Duansilijian và những người khác, Vua Sa'if-ud-Din của Hormuz đã gửi cho người nước ngoài Malazu, Vua của "Old Kayal" (Jiayile) Đại sứ Abd-ur-Rahman và những người khác, và Quốc vương Mecca đã gửi thủ lĩnh (toumu) Shaxian và những người khác.

## Hậu quả
Trong suốt hành trình, Đại Minh đã trở thành cường quốc hải quân nổi tiếng đầu thế kỷ 15. Vĩnh Lạc Hoàng đế đã mở rộng quyền kiểm soát của đế quốc đối với các vùng đất nước ngoài trong suốt hành trình. Tuy nhiên, vào năm 1433, các chuyến đi đã dừng lại và Minh Triều quay lưng lại với biển.
Giao dịch vẫn phát triển rất lâu sau khi các chuyến đi đã chấm dứt. Các tàu Trung Quốc tiếp tục kiểm soát thương mại hàng hải Đông Á. Họ cũng tiếp tục giao dịch quanh Ấn Độ và Đông Phi. Tuy nhiên, hệ thống phụ lưu của đế quốc đối với các khu vực nước ngoài và sự độc quyền của nhà nước đối với thương mại nước ngoài dần dần bị phá vỡ khi thời gian tiến triển, trong khi thương mại tư nhân thay thế thương mại phụ lưu tập trung. Ngoài ra, thương mại nước ngoài chuyển sang lĩnh vực của chính quyền địa phương, điều này càng làm suy yếu thẩm quyền của chính quyền trung ương. Các chuyến đi kho báu của nhà Minh là một phương tiện để thiết lập mối liên hệ trực tiếp giữa triều đình nhà Minh và các quốc gia cống nạp nước ngoài, có hiệu quả vượt xa cả các kênh thương mại tư nhân và các quan chức dân sự địa phương đang phá hoại các lệnh cấm đối với trao đổi ở nước ngoài.
Giới quý tộc và quân đội là một phần quan trọng của giới cầm quyền trong triều đại Hongwu và Yongle. Theo thời gian, quyền lực chính trị dần chuyển từ cả giới quý tộc và quân đội sang các quan chức dân sự. Kết quả là, phe hoạn quan không thể thu thập đủ sự hỗ trợ để khởi xướng các dự án bị chính quyền dân sự phản đối. Các quan chức dân sự vẫn cảnh giác với những nỗ lực trong tương lai của các hoạn quan để tái tạo các chuyến đi kho báu. Hơn nữa, không có hoàng đế nào sau đó nghiêm túc xem xét thực hiện các cuộc thám hiểm mới. Việc rút hạm đội kho báu của Trung Quốc Ming để lại một khoảng trống to lớn trong sự thống trị trên Ấn Độ Dương.

## Nguyên nhân của sự chấm dứt
Người ta không biết chính xác lý do tại sao các chuyến đi hoàn toàn kết thúc vào năm 1433. Duyvendak (1939) cho rằng việc chấm dứt các cuộc thám hiểm một phần là do các chi phí đáng kể, nhưng Ray (1987), Finlay (1992) và Dreyer (1997) lưu ý rằng chi phí cho việc thực hiện các chuyến đi không quá tải ngân khố  nhà Minh. Ray (1987) cho biết thêm, các chuyến đi kho báu của nhà Minh là một doanh nghiệp có lợi nhuận, bác bỏ quan niệm rằng các chuyến đi bị chấm dứt vì chúng lãng phí, tốn kém hoặc không kinh tế.
Mặc dù các quan chức dân sự đã có cảm xúc xấu với các hoạn quan vì bản chất hống hách và can thiệp vào các vấn đề nhà nước, phần lớn sự thù địch đã thể hiện mối quan hệ giữa các quan chức và hoạn quan biểu hiện tại một thời điểm, rất lâu sau khi các chuyến đi, nắm quyền lực của họ để làm giàu cho chính mình thông qua tống tiền và bức hại các nhà phê bình của họ. Như vậy, theo Lo (1958) và Ray (1987), sự thù địch giữa các phe phái này không thể giải thích được việc chấm dứt các chuyến đi. Hơn nữa, Lo (1958) lưu ý rằng Đô đốc Trịnh Hòa có quan hệ thân thiện với nhiều quan chức cấp cao và được họ tôn trọng, trong khi Ray (1987) đề cập rằng các hoạn quan như Trịnh Hòa và Hầu Hiển được triều đình tôn trọng. Các chuyến đi cũng được mô tả thuận lợi trong các ghi chép đương đại.

## Thư viện
- Brook, Timothy (1998). "Communications and Commerce". The Cambridge History of China, Volume 8: The Ming Dynasty, 1398–1644, Part 2. Cambridge: Cambridge University Press. ISBN 9780521243339.
- Chan, Hok-lam (1998). "The Chien-wen, Yung-lo, Hung-hsi, and Hsüan-te reigns, 1399–1435". The Cambridge History of China, Volume 7: The Ming Dynasty, 1368–1644, Part 1. Cambridge: Cambridge University Press. ISBN 9780521243322.
- Church, Sally K. (2004). "The Giraffe of Bengal: A Medieval Encounter in Ming China". The Medieval History Journal. Quyển 7 số 1. tr. 1–37. doi:10.1177/097194580400700101.
- Church, Sally (2008). "Zheng He". Encyclopaedia of the History of Science, Technology, and Medicine in Non‑Western Cultures (ấn bản thứ 2). New York: Springer. ISBN 9781402044250.
- Dooley, Howard J. (2012). "The Great Leap Outward: China's Maritime Renaissance". The Journal of East Asian Affairs. Quyển 26 số 1.
- Dreyer, Edward L. (2007). Zheng He: China and the Oceans in the Early Ming Dynasty, 1405–1433. New York: Pearson Longman. ISBN 9780321084439.
- Duyvendak, J. J. L. (1939). "The True Dates of the Chinese Maritime Expeditions in the Early Fifteenth Century". T'oung Pao. Quyển 34 số 5. tr. 341–413. doi:10.1163/156853238X00171. JSTOR 4527170.
- Fairbank, John King (1942). "Tributary Trade and China's Relations with the West". The Far Eastern Quarterly. Quyển 1 số 2. tr. 129–149. doi:10.2307/2049617. JSTOR 2049617.
- Finlay, Robert (1992). "Portuguese and Chinese Maritime Imperialism: Camoes's Lusiads and Luo Maodeng's Voyage of the San Bao Eunuch". Comparative Studies in Society and History. Quyển 34 số 2. tr. 225–241. doi:10.1017/S0010417500017667. JSTOR 178944.
- Finlay, Robert (2008). "The Voyages of Zheng He: Ideology, State Power, and Maritime Trade in Ming China". Journal of the Historical Society. Quyển 8 số 3. tr. 327–347. doi:10.1111/j.1540-5923.2008.00250.x.
- Holt, John Clifford (1991). Buddha in the Crown: Avalokiteśvara in the Buddhist Traditions of Sri Lanka. Oxford: Oxford University Press. ISBN 0-19-506418-6.
- Lee, Jangwon (2010). "China's Looking Seaward: Zheng He's Voyage in the 21st Century". International Area Studies Review. Quyển 13 số 3. tr. 89–110. doi:10.1177/223386591001300305.
- Levathes, Louise (1996). When China Ruled the Seas: The Treasure Fleet of the Dragon Throne, 1405–1433. New York: Oxford University Press. ISBN 9780195112078.
- Lo, Jung-pang (1958). "The Decline of the Early Ming Navy". Oriens Extremus. Quyển 5 số 2. JSTOR 43383349.
- Mills, J. V. G. (1970). Ying-yai Sheng-lan: 'The Overall Survey of the Ocean's Shores' [1433]. Cambridge: Cambridge University Press. ISBN 0-521-01032-2.
- Needham, Joseph (1959). Science and Civilisation in China, Volume 3: Mathematics and the Sciences of the Heavens and the Earth. Cambridge: Cambridge University Press. ISBN 0-521-05801-5.
- Needham, Joseph (1971). Science and Civilisation in China, Volume 4: Physics and Physical Technology, Part 3: Civil Engineering and Nautics. Cambridge: Cambridge University Press. ISBN 0-521-07060-0.
- Nohara, Jun J. (2017). "Sea Power as a Dominant Paradigm: The Rise of China's New Strategic Identity". Journal of Contemporary East Asia Studies. Quyển 6 số 2. tr. 210–232. doi:10.1080/24761028.2017.1391623.
- Ray, Haraprasad (1987a). "An Analysis of the Chinese Maritime Voyages into the Indian Ocean during Early Ming Dynasty and their Raison d'Etre". China Report. Quyển 23 số 1. doi:10.1177/000944558702300107.
- Ray, Haraprasad (1987b). "The Eighth Voyage of the Dragon that Never Was: An Enquiry into the Causes of Cessation of Voyages During Early Ming Dynasty". China Report. Quyển 23 số 2. doi:10.1177/000944558702300202.
- Sen, Tansen (2016). "The Impact of Zheng He's Expeditions on Indian Ocean Interactions". Bulletin of the School of Oriental and African Studies. Quyển 79 số 3. tr. 609–636. doi:10.1017/S0041977X16001038.
- Wang, Gungwu (1998). "Ming Foreign Relations: Southeast Asia". The Cambridge History of China, Volume 8: The Ming Dynasty, 1398–1644, Part 2. Cambridge: Cambridge University Press. ISBN 9780521243339.
- Wang, Yuan-kang (2015). "The Myth of Chinese Exceptionalism: A Historical Perspective on China's Rise". Responding To China's Rise: US and EU Strategies. Springer. ISBN 978-3-319-10033-3.
- Wills, John E., Jr. (1998). "Relations with Maritime Europeans, 1514–1662". The Cambridge History of China, Volume 8: The Ming Dynasty, 1398–1644, Part 2. Cambridge: Cambridge University Press. ISBN 9780521243339.{{Chú thích sách}}:  Quản lý CS1: nhiều tên: danh sách tác giả (liên kết)